# Templo romano de Santa Eulalia de Bóveda
Santa Eulalia de Bóveda (Santalla de Bóveda en gallego), es un santuario tardo-romano del siglo III ubicado en la parroquia de Santalla de Bóveda de Mera, a 14 kilómetros de la antigua Lucus Augusti, la actual Lugo (Galicia, España), municipio al que pertenece la parroquia. Estaba dedicado a la diosa Cibeles y reconvertido al culto de Santa Eulalia. Se compone de una sala de planta rectangular, con una pequeña piscina en el centro y cubierta por una bóveda de cañón. En su exterior, un pequeño atrio con dos columnas "in antis" precede a la fachada, en la que se abre una puerta con arco de herradura, tipología que posteriormente adoptarían los visigodos. Es el más antiguo arco de herradura existente en la arquitectura española como elemento estructural, ya que anteriormente solo había aparecido en la decoración de algunas estelas romanas. El Santuario de Cibeles está considerado un "unicum", es decir, no contamos con otro edificio de las mismas características en todo el territorio ocupado por el Imperio romano.

## Arquitectura

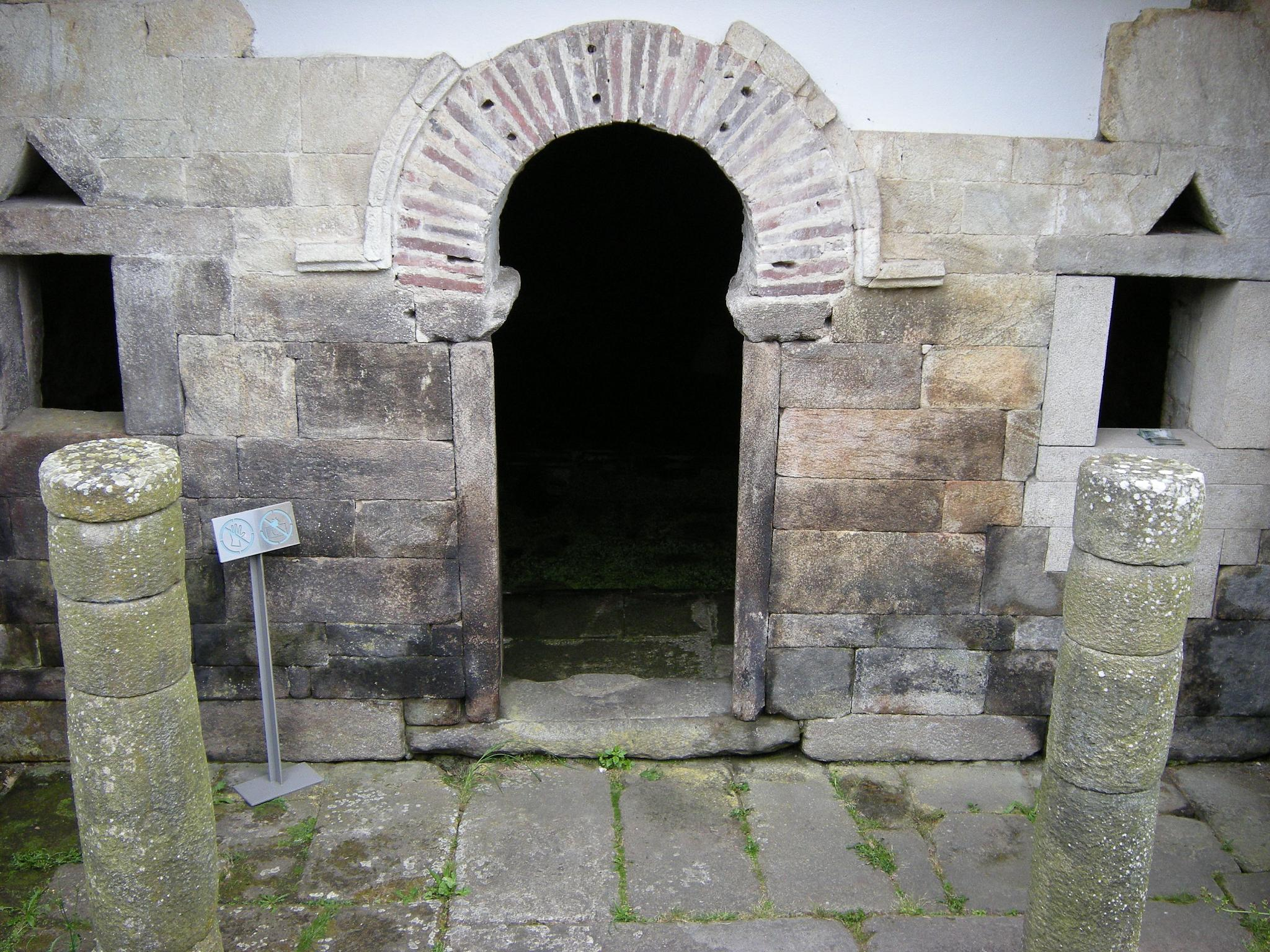
Portada del Atrio.

El edificio tenía dos plantas aunque en la actualidad solo se conserva la inferior o cripta que se encuentra casi en su forma original salvo la parte central de la bóveda que se perdió cuando se demolió la antigua capilla cristiana que ocupó el piso superior. Del piso superior solo permanece como vestigio parte del muro que inicia la bóveda de cubierta en ladrillos cerámicos. Anteriormente a la capilla cristiana, esta segunda planta funcionaba a modo de Taurobolio. El taurobolio era una estancia para el sacrificio de un toro en la planta alta del edificio, sobre la parte central de la cripta y sobre el hueco que permitía la caída de la sangre del animal sobre la piscina de la planta inferior. Una vez muerto el animal, los sacerdotes bajaban por una escalera de comunicación que existía en el muro oeste un recipiente con los órganos sexuales del toro y lo colocaban en las hornacinas que existían en los muros de la cripta, a ambos lados de la piscina. La creencia en las propiedades sanadoras del bautismo de sangre hizo de su práctica algo muy habitual en la antigüedad, sobre todo en los siglos II y III. El Santuario de Cibeles se proyectó para una posible repetición del ritual en escaso tiempo y debió de permitir un gran número de sacrificios en su momento más popular. Al prohibirse el rito con la adopción del cristianismo, esta segunda planta perdió su función original y se transformó en capilla, convirtiéndose la planta baja en cripta. La cripta, de planta perfectamente cuadrada, tiene una longitud exterior de 12 metros de lado. Su estructura posee dos muros perimetrales, el exterior que realiza la función de contención de las tierras que la rodean en tres de sus caras, y otro interior que soporta la bóveda de la sala central. En tres de las cuatro caras del edificio se encuentra un estrecho pasillo entre ambos muros y que posee en sus extremos dos pequeñas ventanas al exterior a modo de huecos de ventilación.
La cripta se abre al exterior por medio de una fachada con un pequeño atrio que da acceso a la puerta de entrada del recinto inferior. Esta puerta está flanqueada por dos pequeñas ventanas que iluminan la sala interior en la que se encuentra en el centro un estanque de planta rectangular de poca profundidad, tapiada tras la reconversión cristiana. Esta estancia poseía una bóveda de ladrillos cerámicos soportada por dos pórticos de tres arcos apoyados en dos columnas de mármol y dos ménsulas sobre los muros de fachada y posterior y profusamente decorada. En ambos laterales de la sala existen dos pequeñas hornacinas o cellas.

## Pintura

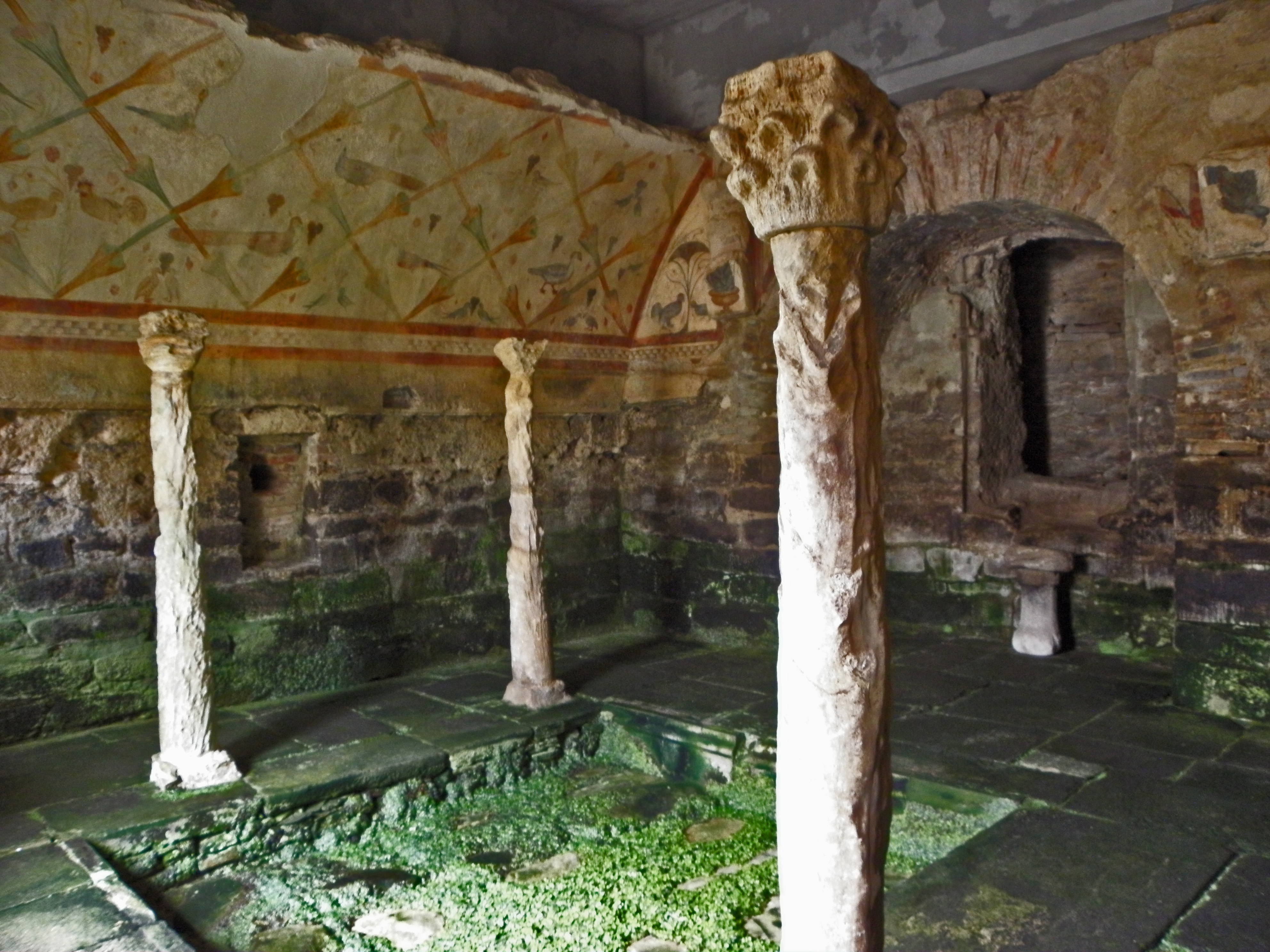
Interior del santuario.

En el interior de la cripta se conserva un conjunto mural, que es el más importante de los que persisten en toda Hispania. La representación pictórica hace referencia directa a la relación que las aves y sus cantos tenían con el santuario y su funcionamiento como oráculo. 
Las aves vivas permanecían ocultas a la vista de los devotos y sus cantos proféticos resonaban sobre las pinturas de la bóveda en el interior de la cripta. Estas pinturas se localizan en la bóveda y representan a las sibilas en forma de aves y con un grado de conservación excelente. El conjunto posee perdices, faisanes, gallináceas, pavos reales (símbolo de la diosa), palomas, un ganso y un pato, entre motivos vegetales estilizados que representan el árbol sagrado de Atis, el pino y su fruto. 
Las pinturas murales inferiores desaparecieron al cristianizarse el santuario y seguramente hacían referencia a los misterios de la diosa.

## Escultura
El repertorio escultórico de Santa Eulalia de Bóveda poco tiene que ver con la escultura clásica romana y más podría pasar por arte visigodo de siglos posteriores, pero indudablemente hace referencia directa a la diosa titular del santuario, así como al rito que se practicaba.
En el fondo y presidiendo la ceremonia se encuentra como objeto de culto la "Piedra Negra", considerada de origen celeste y tenida como epifanía de la diosa Cibeles. Esta piedra se sustenta sobre una columna y se relaciona con unas imágenes en el atrio de unas avestruces encaramadas sobre una piedra en una esbelta columna, como personificación zoomórfica de la diosa.
Se han podido recuperar algunas piezas pertenecientes a la planta superior tras su demolición y que se exponen en el pequeño museo cercano. Estas piezas son elementos iconográficos de la diosa Cibeles, como tres ménsulas de cantería de granito que representa un león, un tunpanón o tambor y una tercera que recuerda un manojo de pensamientos, la flor de Cibeles.
En la fachada exterior de la cripta y el atrio, además de los avestruces, se hallan varias representaciones escultóricas de granito, emplazadas de manera simétrica. Son representaciones de danzas, dos figuras lisiadas en pierna y brazo respectivamente y  se cree que eran los discapacitados uno de los grupos sociales más devotos de la diosa. Sobresale por su excepcionalidad un relieve astronómico en el que aparece un planeta y su luna, Rea como esposa de Saturno.